# Lot (Schifffahrt)

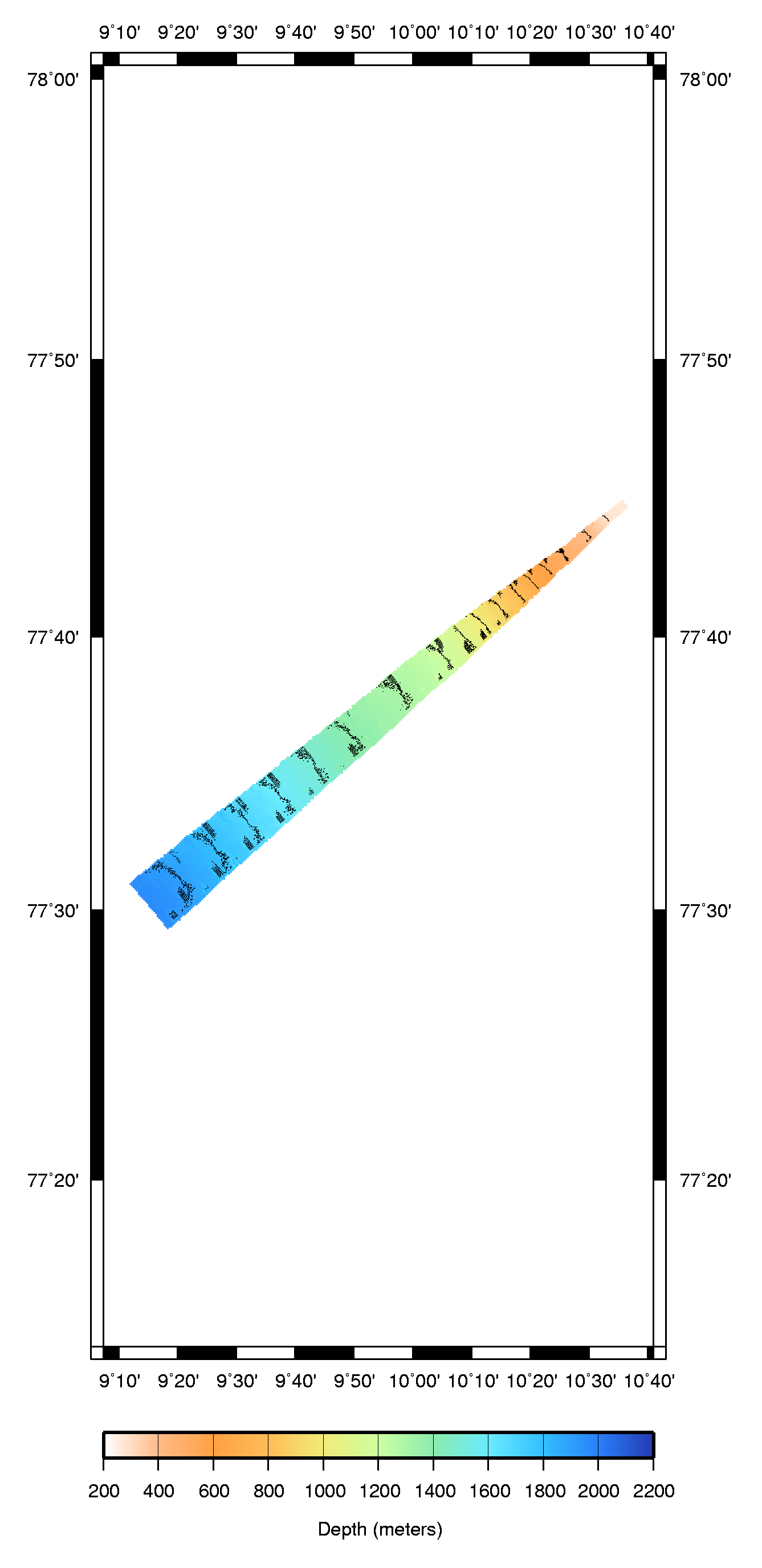
Mit einem Fächerecholot kartierter Streifen des Meeresbodens. Mit abnehmender Wassertiefe wird der erfasste Bereich schmaler.

Das Lot in der Schifffahrt ist ein Gerät zur Messung der Wassertiefe. Das klassische Handlot besteht aus einer Lotleine und einem Gewicht an deren Ende. Das moderne Echolot misst die Tiefe elektronisch mittels Schallwellen. Das Lot dient zur Vermessung der Wassertiefen, zur Schiffssicherheit und zum Aufspüren von Fischschwärmen.

## Anwendung

### Vermessung der Meerestiefen
Mit dem Lot werden die Tiefen des Meeresbodens vermessen (Bathymetrie). Die Ergebnisse werden in Seekarten  (Bathymetrische Karten) als einzelne Tiefenangaben oder als Tiefenlinien eingezeichnet.

### Schiffssicherheit
Ausreichende Wassertiefe („Eine Handbreit Wasser unter dem Kiel“) ist wichtig für die Sicherheit in der Schifffahrt. Mit dem Lot kann die aktuelle Wassertiefe gemessen werden. Aus mehreren Messungen ergibt sich der Verlauf des Untergrundes. Dadurch kann die Gefahr einer Grundberührung und Leck verringert werden. Eine einzelne Untiefe kann aber nur mit vorausschauenden Echoloten erkannt werden. Wenn aus der Karte der Verlauf von Tiefenlinien bekannt ist, kann das Echolot behelfsmäßig auch zur Navigation verwendet werden.

### Fischfang
Mit modernen Echoloten können Fischschwärme aufgespürt und deren Position, Tiefe und Größe angezeigt werden. Sogar die Größe einzelner Fische kann unterschieden werden. Aus mehreren Messungen kann auch die Bewegungsrichtung des Schwarmes abgeleitet werden.

## Handlot

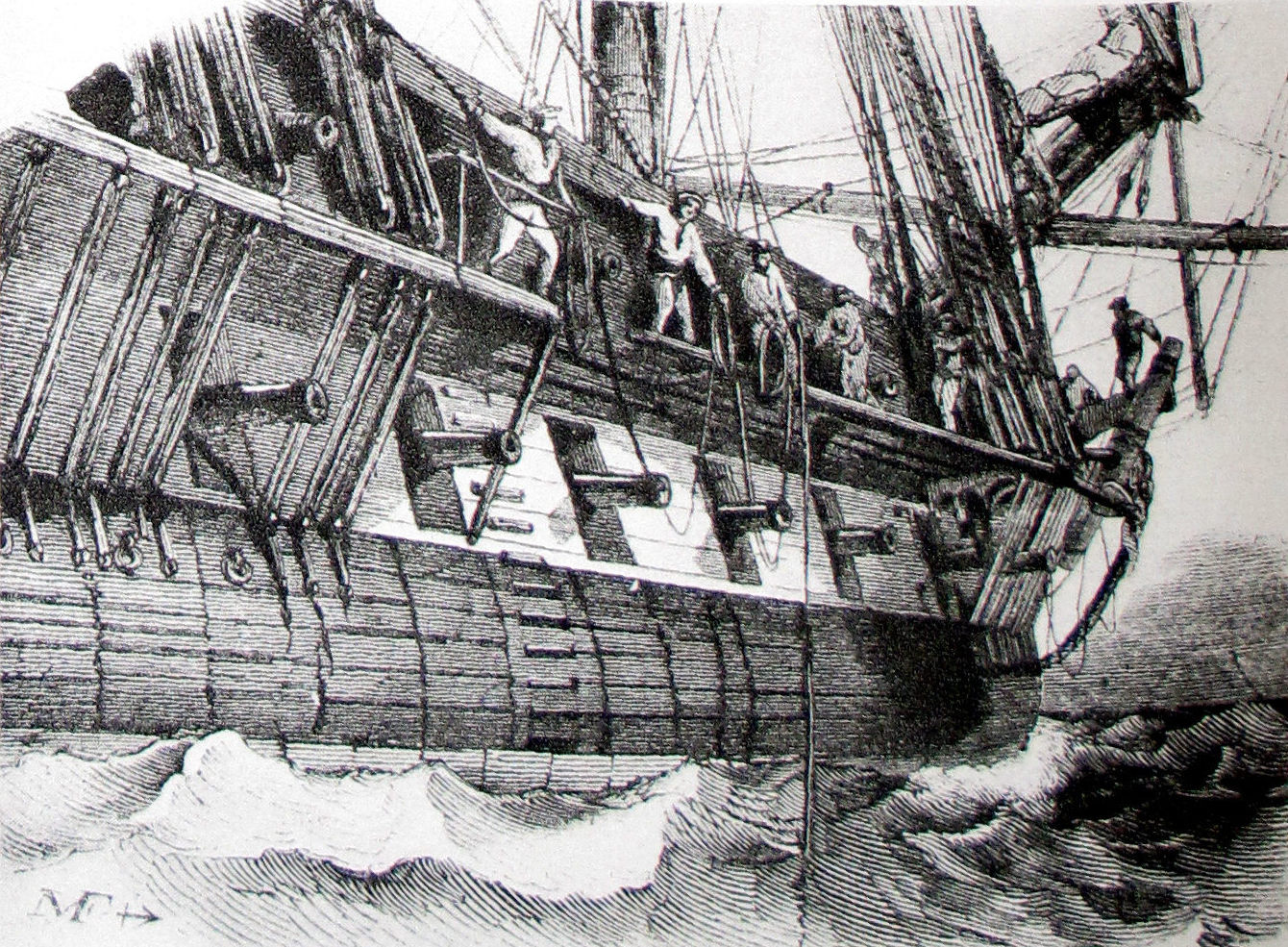
Manuelle Tiefenmessung, Illustration aus dem Jahr 1844

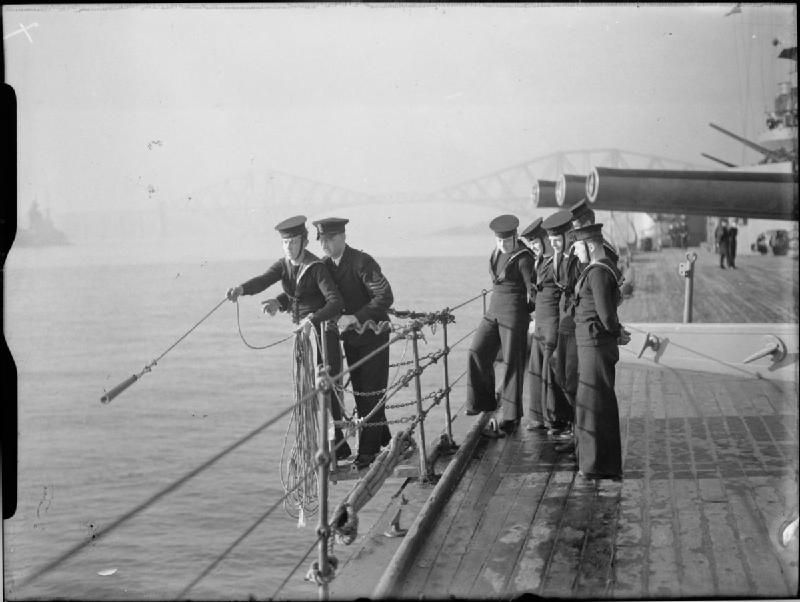
Britische Matrosen üben das manuelle Loten (1939–1945)

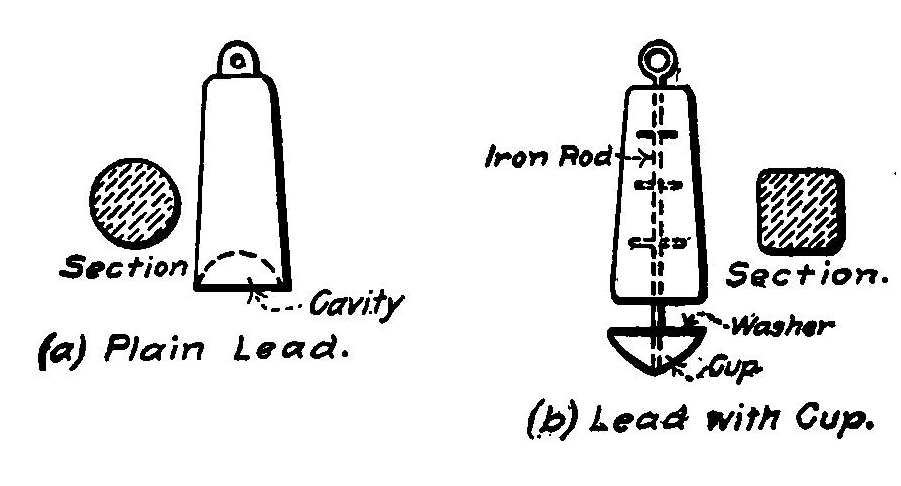
Senklot mit Aushöhlung für Talg und Senklot mit Bodenprobentasse („Cup“)

Das Handlot ist ein Senkblei von bis zu 5 kg Gewicht an einem ca. 30 m bzw. 100 Fuß langen Seil (Lotleine).,Anfangs wurde das Lot herabgelassen, bis es den Gewässerboden berührte, danach wieder eingeholt und dabei die Länge der Schnur in Armspannen bestimmt. Eine Armspanne entsprach einer Wassertiefe von einem Faden (1 Faden = 6 Fuß = 1,828 m). Später versah man die Lotleine alle 2 m mit farbigen Marken und alle 10 m mit Lederstreifen mit der entsprechenden Anzahl Löchern. So musste das Lot zwischen der Tiefenmessung an verschiedenen Orten nicht jedes Mal eingeholt werden, um die Leinenlänge zu bestimmen. Ein Handlot kann nur bei geringer Schiffsgeschwindigkeit, geringer Strömung und geringeren Tiefen sinnvoll eingesetzt werden.
Das Senkblei war oftmals mit einer Höhlung an der Unterfläche versehen, mit der eine Bodenprobe am Meeresboden gewonnen werden konnte. Diese Höhlung wurde mit der Lotspeise ausgestrichen. Sie bestand aus Rindertalg, in den sich Bodenpartikel eindrückten und festklebten, wenn das Lot den Boden erreichte. Die Beschaffenheit des Meeresgrundes entscheidet über die Wahl eines geeigneten Ankerplatzes. Nicht auf jedem Grund hält jeder Anker gleich gut. In den Seekarten war häufig neben der Meerestiefe auch die Meeresbodenbeschaffenheit vermerkt, so dass die Kenntnis der Art des Bodenmaterials auch zur Ortsbestimmung hilfreich war.

## Stangenlot
Das Stangenlot ist eine Stange oder ein Rohr aus Holz, Metall oder Kunststoff, mit dem man in flachen Gewässern die Wassertiefe messen kann. Dabei wird das Stangenlot bis zum erfühlbaren Grund eingetaucht und die Tiefe an der skalierten Stange auf Höhe des Wasserspiegels abgelesen.

## Tieflot
Das Tieflot, auch Thomsonsche Lotmaschine genannte, ist ein bis zu 30 kg schwerer Metallkörper, der an einem Draht befestigt ist und mit einer Kurbelwinde abgelassen wird. An der Unterseite des Lotkörpers befindet sich eine dünne Glasröhre, in die je nach Tiefe und dem dort vorhandenen Druck Wasser eindringt. Nach dem Hochziehen kann man an der Verfärbung der Röhre die erreichte Tiefe ablesen. Da diese Tiefenmessung unabhängig von der Seillänge funktioniert, kann sie auch bei voller Fahrt ausgeführt werden.

## Echolot
Das Echolot misst die Wassertiefe mit einem elektro-akustischen Schallsignal. Gemessen wird die Zeit, die zwischen der Aussendung eines Schallimpulses (Wasserschall) und der Ankunft der vom Gewässerboden reflektierten Schallwellen verstreicht (Echo).

## Fächerecholot
Das Fächerecholot dient zur Vermessung des Meeresbodens. Es sendet mehrere hundert Messstrahlen. Der Fächer erfasst Streifen des Meeresbodens entlang des Schiffskurses. Daraus kann ein digitales Geländemodell berechnet und eine topografische Karte erstellt werden.
Das Fächerecholot wird zunehmend auch auf Yachten und von Anglern und Fischern („Fishfinder“) verwendet. Es zeigt auf einem Bildschirm ein zweidimensionales Profil des Meeresbodens. Moderne Geräte zeigen ein dreidimensionales Bild des Geländes unter Wasser, indem sie die einzelnen Messungen hintereinander aufzeichnen und so einen dreidimensionalen Eindruck vermitteln.

## Sedimentecholot
Das Sedimentecholot dringt durch eine besondere Frequenz bis zu 100 m in den Meeresboden ein und liefert Geologen und Geophysikern Informationen über Härte und Beschaffenheit der oberen Bodenschichten (Sedimente).

## Druckluftlot
Das Druckluftlot misst den Wasserdruck als Maß für die Wassertiefe.
Auch der Tauchcomputer und die Nansenflasche messen die Tiefe mittels Wasserdruck.

## Schalllot
Das Schalllot oder auch Freilot ist eine Art kleine Bombe, die mit einer bestimmten Fallgeschwindigkeit sinkt und am Boden detoniert. Mit einer Zeit-/Geschwindigkeitsmessung kann man die Tiefe feststellen. Sie geht bis circa 40 m genau.